# Kreuz für Auszeichnung der Reservearmee von Andalusien
Das Kreuz für Auszeichnung der Reservearmee von Andalusien (spanisch: Cruz de distinción del Ejército de Reserva de Andalucía) wurde am 28. Dezember 1814 gestiftet. Stifter war der König von Spanien Ferdinand VII., weshalb er auch teilweise als Ferdinand VII. - Kreuz (Cruz de Fernando VII) gelistet ist.

## Träger
Gedacht war die Auszeichnung für Verdienste der Offiziere und Soldaten  der andalusischen Reservearmee. Hiermit wurden  die Teilnehmer an den Kämpfen von Sorauren in den Pyrenäen und von Nivelle im Jahr 1813, sowie die Teilnehmer bei der Einnahme von  Pancorbo bedacht.

## Orden
Es gab zwei Stufen. Für Generäle und Offiziere war das Kreuz als eine  Goldauszeichnung und für  Soldaten eine aus Kupfer.

### Dekoration und Band
Das weiße Kreuz war an einem Lorbeerkranz und das Medaillon war der Auszeichnungsstufe entsprechend in Gold oder Kupfer. Die Ordensdekoration zeigte auf der Vorderseite im Mittelschild des Kreuzes das Bild des Königs. Eine Umschrift „El Rey al exercito  de reserva de Andalusia“ war in der Bedeutung von „Der König der Reserve Armee von Andalusien“. Auf der Rückseite befand sich in der Mitte die Jahreszahl 1813 und die Umschrift „Pancorbo, Pirineos, Nivelle“.
Das Ordensband war gelb mit blauen Rändern.